# 奧韋奇冰川
62°57′42″S 62°26′40″W / 62.96167°S 62.44444°W

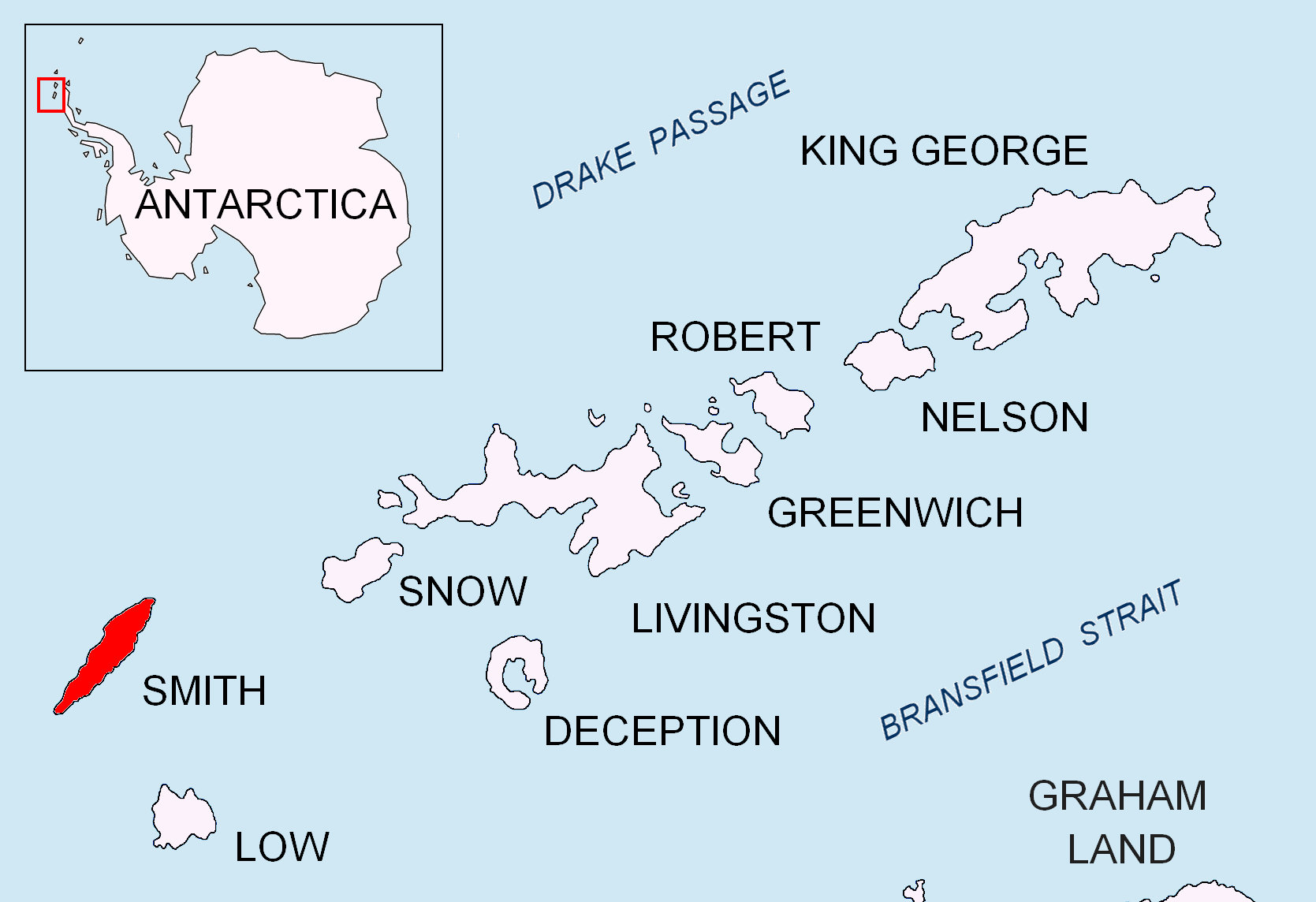

奧韋奇冰川是南極洲的冰川，位於南設得蘭群島的史密斯島，全長3.5公里，流經伊梅昂山脈東南坡，最終注入博伊德海峽，該冰川以保加利亞東北部的城堡命名。

## 外部連結
- SCAR Composite Antarctic Gazetteer（页面存档备份，存于）